# Snowboard-Weltmeisterschaften 1997
Die 2. FIS Snowboard-Weltmeisterschaften fanden vom 21. bis 26. Januar 1997 in Innichen/San Candido (Italien) statt.

## Männer

### Riesenslalom
| Platz | Land    | Sportler       |
| ----- | ------- | -------------- |
| 1     | Italien | Thomas Prugger |
| 2     | USA     | Mike Jacoby    |
| 3     | USA     | Ian Price      |

| Peter Pechhacker (6.) |
| Harald Walder (10.)   |
| Dieter Moherndl (14.) |
| Markus Ebner (19.)    |
| André Grütter (20.)   |

| Andreas Gutknecht (22.)     |
| Adrian von Siebenthal (23.) |
| Mathias Behounek (24.)      |
| Martin Fisch (31.)          |
| Helmut Pramstaller (32.)    |

| Matthias Kunz (33.)     |
| Willi Wieser (35.)      |
| Rainer Krug (40.)       |
| Bernd Kroschewski (44.) |

### Slalom
| Platz | Land        | Sportler          |
| ----- | ----------- | ----------------- |
| 1     | Deutschland | Bernd Kroschewski |
| 2     | Deutschland | Dieter Moherndl   |
| 3     | USA         | Anton Pogue       |

| Helmut Pramstaller (8.) |
| Peter Pechhacker (9.)   |
| Harald Walder (10.)     |

| Mathias Behounek (11.)  |
| Stefan Kaltschütz (13.) |

### Halfpipe
| Platz | Land     | Sportler             |
| ----- | -------- | -------------------- |
| 1     | Schweiz  | Fabien Rohrer        |
| 2     | Finnland | Markus Hurme         |
| 3     | Norwegen | Roger Hjelmstadstuen |

| Bertrand Denervaud (4.) |
| Martin Rutz (20.)       |
| Marco Lutz (22.)        |

| Patrick Hasler (26.) |
| Andreas Beck (46.)   |

### Parallelslalom
| Platz | Land        | Sportler          |
| ----- | ----------- | ----------------- |
| 1     | USA         | Mike Jacoby       |
| 2     | Italien     | Elmar Messner     |
| 3     | Deutschland | Bernd Kroschewski |

| Dieter Moherndl (6.)    |
| Helmut Pramstaller (7.) |
| Harald Walder (8.)      |
| Rainer Krug (13.)       |
| Stefan Kaltschütz (14.) |

| Mathias Behounek (16.)   |
| Jürgen Unterberger (25.) |
| Peter Pechhacker (26.)   |
| Markus Ebner (40.)       |

### Snowboardcross
| Platz | Land       | Sportler           |
| ----- | ---------- | ------------------ |
| 1     | Österreich | Helmut Pramstaller |
| 2     | Österreich | Klaus Sammer       |
| 3     | Schweden   | Jakob Bergstedt    |

| Datum: 26. Januar 1997    |
| Willi Schiedermeier (12.) |
| Alexander Koller (28.)    |
| Willi Wieser (30.)        |

## Frauen

### Riesenslalom
| Platz | Land       | Sportlerin        |
| ----- | ---------- | ----------------- |
| 1     | USA        | Sondra van Ert    |
| 2     | Frankreich | Karine Ruby       |
| 3     | Italien    | Margherita Parini |

| Heidi Renoth (4.)              |
| Brigitte Petruzzi (6.)         |
| Maria Kirchgasser-Pichler (7.) |
| Sandra Farmand (12.)           |
| Birgit Herbert (13.)           |

| Christine Gutter (14.) |
| Burgi Heckmair (15.)   |
| Manuela Riegler (17.)  |
| Isabel Zedlacher (18.) |
| Muriel Vaney (27.)     |

| Steffi von Siebenthal (29.) |
| Melina Holzer (31.)         |
| Ursula Fingerlos (34.)      |

### Slalom
| Platz | Land        | Sportlerin                  |
| ----- | ----------- | --------------------------- |
| 1     | Deutschland | Heidi Renoth                |
| 2     | Italien     | Dagmar Mair unter der Eggen |
| 3     | Frankreich  | Dorothée Fournier           |

| Datum: 23. Januar 1997 |
| Isabel Zedlacher (5.)  |
| Steffi Prentl (6.)     |
| Claudia Riegler (7.)   |

### Halfpipe
| Platz | Land        | Sportlerin         |
| ----- | ----------- | ------------------ |
| 1     | Schweiz     | Anita Schwaller    |
| 2     | Norwegen    | Christel Thoresen  |
| 3     | Deutschland | Sabine Wehr-Hasler |

| Datum: 24. Januar 1997  |
| Martina Tscharner (4.)  |
| Ariane Glaus (5.)       |
| Nicole Fischer (9.)     |
| Martina Rohrmoser (32.) |

### Parallelslalom
| Platz | Land       | Sportlerin                  |
| ----- | ---------- | --------------------------- |
| 1     | Italien    | Dagmar Mair unter der Eggen |
| 2     | Frankreich | Karine Ruby                 |
| 3     | Schweden   | Marie Birkl                 |

| Heidi Renoth (5.)     |
| Isabel Zedlacher (6.) |
| Alexandra Krings (7.) |

| Steffi Prentl (10.)   |
| Birgit Herbert (11.)  |
| Claudia Riegler (12.) |

### Snowboardcross
| Platz | Land       | Sportlerin                |
| ----- | ---------- | ------------------------- |
| 1     | Frankreich | Karine Ruby               |
| 2     | Österreich | Manuela Riegler           |
| 3     | Österreich | Maria Kirchgasser-Pichler |

| Datum: 26. Januar 1997  |
| Ursula Fingerlos (7.)   |
| Alexandra Krings (15.)  |
| Martina Rohrmoser (16.) |
| Isabel Zedlacher (17.)  |
| Claudia Riegler (18.)   |

## Medaillenspiegel
| Platz  | Land        |    |    |    |    |
| ------ | ----------- | -- | -- | -- | -- |
| 1      | Italien     | 2  | 2  | 1  | 5  |
| 2      | Deutschland | 2  | 1  | 2  | 5  |
| 2      | USA         | 2  | 1  | 2  | 5  |
| 4      | Schweiz     | 2  | 0  | 0  | 2  |
| 5      | Frankreich  | 1  | 2  | 1  | 4  |
| 5      | Österreich  | 1  | 2  | 1  | 4  |
| 7      | Norwegen    | 0  | 1  | 1  | 2  |
| 8      | Schweden    | 0  | 0  | 2  | 2  |
| 9      | Finnland    | 0  | 1  | 0  | 1  |
| Gesamt | Gesamt      | 10 | 10 | 10 | 30 |